# Camp Hill (Warwickshire)
Camp Hill – dzielnica miasta Nuneaton, w Anglii, w Warwickshire, w dystrykcie Nuneaton and Bedworth. W 2011 roku dzielnica liczyła 7321 mieszkańców.